# 아랑 낭자전
"아랑 낭자전"은 한국에서 제작된 박윤교 감독의 1974년 영화이다. 방수일 등이 주연으로 출연하였고 김인동 등이 제작에 참여하였다.

## 출연

### 주연
- 방수일